# Hamburgefons

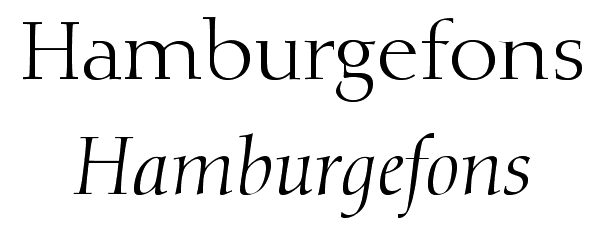
Exemple de présentation de la police Diotima, romain et italique, par Gudrun Zapf von Hesse.

En typographie, et particulièrement en création de caractères, le mot hamburgefons, ou hamburgefonstiv, ou hamburgevons, est un mot sans signification, mais qui offre une succession de lettres qui présentent chacune, en capitales et en bas-de-casse, une forme spécifique permettant de caractériser, de différencier et d’identifier un modèle de caractère.
On trouve parfois la forme hamburgefonts (fonts = « fontes »), et la terminaison du mot peut être différente selon les langues.
L’origine de ce mot vient des exemples fournis à la fin des années 1970 et au début des années 1980 par les grands fabricants de machines à composer ou les fonderies typographiques, tels Linotype, International Typeface Corporation (ITC) ou encore la Diatype d'Hermann Berthold.
Ce mot est devenu un standard et est souvent exigé lors de la présentation d’un projet de nouvelle police de caractères.